# طيران الإمارات الرحلة 407

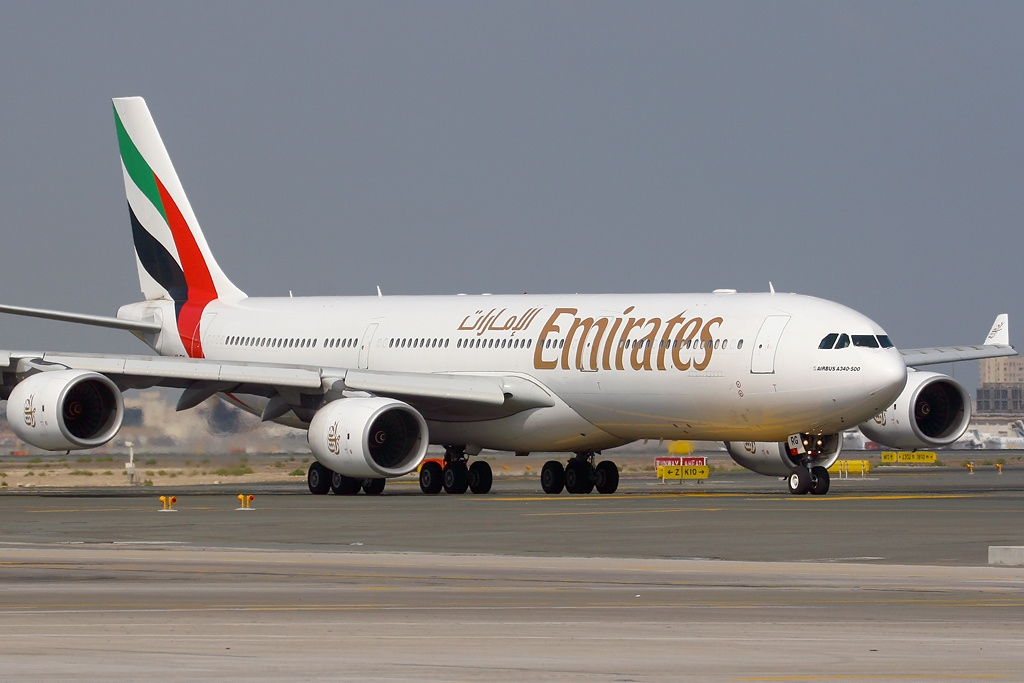
طائرة الإماراتية رقم A6-ERG في عام 2007

الإمارات الرحلة 407 كانت رحلة طيران الإمارات من ملبورن إلى دبي في طائرة إيرباص A340-500. تعرضت الطائرة إلى حادثة أثناء الإقلاع بتاريخ 20 مارس، 2009. كان على متن الطائرة 257 راكب بالإضافة إلى 18 فرداً من طاقم الطائرة ولم ينتج عن الحادثة أي إصابات. بالرغم من عدم وجود أي خسائر بشرية، فإن الأضرار التي أصابت الطائرة نتيجة الارتطام بالإنشاءات الحديدية بالمدرج جعلت هيئة الطيران الأسترالية تصنف الحدث «كحادثة».
أعلن طيران الإمارات لاحقاً عن قبول استقالة الطيار ومساعده.

## وصلات خارجية
- Final report - مكتب سلامة النقل الأسترالي (بالإنجليزية)